# Ivan Zachariáš
Ivan Zachariáš (* 19. října 1971 Praha) je český televizní režisér,  věnující se také natáčení reklamních spotů.

## Život
Po absolvování SPŠST Panská vystudoval katedru dokumentární tvorby na pražské FAMU (1996). Jeho krátkometrážní parodie na bollywoodské filmy Mulit (2003) je stálou součástí sbírky newyorského Muzea moderního umění. Věnuje se také natáčení reklam pro společnosti, mezi něž se zařadily Stella Artois, Land Rover či Adidas. V roce 2006 natočil komerční spot „Pretty“ s Marií Šarapovovou pro výrobce sportovního oblečení Nike. V roce 2012 předsedal porotě reklamní soutěže Film Craft na festivalu Cannes Lion.
Režíruje také znělky Mezinárodní filmový festival Karlovy Vary. Na poli celovečerní tvorby debutoval kriminálním dramatem HBO Europe Pustina, který měl premiéru v na podzim 2016. Pro stejnou firmu natočil seriál Bez vědomí, který byl premiérově uveden v roce 2019. V roce 2020 plánoval natočit celovečerní film Konec světa podle scénáře Ivana Arsenjeva.

## Ocenění
Pustina
- 2017: Český lev za nejlepší dramatický seriál roku 2016.
- 2017: Cena české filmové kritiky za nejlepší audiovizuální počin v sekci Mimo kino sdílená se Štěpánem Hulíkem a Alicí Nellis.
- 2017: Hlavní cena Trilobit 2017 (Český filmový a televizní svaz FITES, z. s.).
- 2017: Nominace na Cenu Asociace českých kameramanů za nejlepší kameru.
- 2017: Nominace na Finále Plzeň v kategorii Nejlepší televizní a internetový projekt.